# Sensation på första sidan
Sensation på första sidan (engelska: The Story on Page One) är en amerikansk dramafilm från 1959 i regi av Clifford Odets. I huvudrollerna ses Rita Hayworth, Anthony Franciosa och Gig Young. 

## Rollista
- Rita Hayworth - Josephine Brown Morris
- Anthony Franciosa - Victor Santini
- Gig Young - Larry Ellis
- Mildred Dunnock - Mrs. Ellis
- Hugh Griffith - domare Edgar Neilsen
- Sanford Meisner - Phil Stanley
- Robert Burton - allmänåklagare Nordeau
- Alfred Ryder - Lt. Mike Morris
- Raymond Greenleaf - domare Carey
- Katherine Squire - Mrs. Hattie Brown
- Myrna Fahey - Alice
- Leo Penn - Morrie Goetz
- Sheridan Comerate - officer Francis Morris